# 樽井澄夫

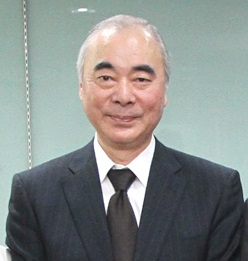
樽井澄夫代表

樽井 澄夫（たるい すみお、1947年（昭和22年）7月26日 - ）は、日本の外交官。軍縮担当大使、沖縄担当特命全権大使、公益財団法人交流協会（現：日本台湾交流協会）台北事務所代表（駐台湾大使に相当）を歴任した。

## 経歴・人物
福島県郡山市出身。福島県立安積高等学校（79期）を経て、1970年（昭和45年）3月に慶應義塾大学経済学部を卒業して、同年4月慶應義塾大学大学院経済学研究科修士課程に進学。1971年（昭和46年）、大学院を中退して外務省に入省した。1972年（昭和47年）から台湾、香港、北京で中国語研修を受けたチャイナ・スクール。
1986年外務省条約局法規調整官、1988年国際連合日本政府代表部参事官、1989年在インドネシア日本国大使館参事官、1991年外務省アジア局中国課長、1993年外務省総合外交政策局安全保障政策課長、1995年駐中国公使、1998年外務大臣官房審議官（アジア局担当）、1999年外務大臣官房総括審議官、2001年防衛参事官（国際）、2002年駐クウェート大使、2004年内閣府国際平和協力本部事務局長兼内閣官房内閣審議官、2006年軍縮会議日本政府代表部特命全権大使、2009年（平成20年）6月、沖縄担当特命全権大使。
2011年（平成22年）10月に外務省を退官し、外務省参与となる。2012年（平成24年）4月9日、公益財団法人交流協会理事会により、台北事務所・代表（駐台湾大使に相当）に選出され、4月24日付けで就任した。2014年（平成26年）7月14日付で交流協会代表を辞任した。2014年（平成26年）8月、公益財団法人日本国際問題研究所軍縮・不拡散促進センター所長。
2015年6月1日から2016年2月26日までキユーピー株式会社非常勤顧問。2016年2月26日から同社社外監査役。2018年2月27日をもって同社社外監査役辞任。
2021年、瑞宝重光章受章。

## 同期
- 海老原紳（08年駐イギリス大使）
- 橋本逸男（09年東北大学公共政策大学院教授・04年駐ブルネイ大使・02年駐ラオス大使）
- 赤阪清隆（07年国際連合事務次長）
- 須田明夫（09年軍縮会議日本政府代表部大使・06年国際テロ対策担当大使・03年駐スリランカ大使）
- 桂誠（07年駐比大使・04年駐ラオス大使）
- 楠本祐一（11年関西担当大使・09年駐ポーランド大使・04年駐ウズベキスタン大使）
- 島内憲（06年駐ブラジル大使・04年駐スペイン大使）
- 小島高明（10年国際テロ対策担当担当大使・07年駐オーストラリア大使・04年駐シンガポール大使）
- 横田淳（12年経済担当大使兼イラク復興支援等調整担当大使・09年駐ベルギー大使・06年国際貿易・経済担当大使・04年駐イスラエル大使）
- 三田村秀人（10年駐ニュージーランド大使・07年駐ザンビア大使）
- 野呂元良（08年駐マラウイ大使）
- 皆川一夫（11年駐ウガンダ大使）
- 佐藤正晴（12年駐ニカラグア大使）